# 서정 (전한)
서정(徐靜, ? ~ ?)은 전한의 관료로, 자는 군안(君安)이다. 하비태수 서광(徐光)의 아들이다.

## 행적
대사농을 지냈으며, 아들 서만추(徐萬秋)는 익주자사를 지냈다.
서정은 오로지 《신당서》에서만 존재가 확인되는 인물로, 《사기》 · 《한서》 등 전한 관련 사료에서는 보이지 않는다.

## 출전
구양수 외, 《신당서》 권75하 재상세계5 下
| 전임 (불명) | 전한의 대사농 ? ~ ? | 후임 (불명) |